# Криницин, Василий Андреевич
Криницин Василий Андреевич (28 ноября 1924 — 3 мая 1989) — старшина Красной Армии, миномётчик, участник Великой Отечественной войны, полный кавалер ордена Славы.

## Биография
Родился 28 ноября 1924 в д. Большое Новосёлово (ныне Октябрьского района Костромской области) в семье крестьянина.
Русский. Окончил 4 класса. Трудился в колхозе.
В Красной Армии с августа 1942 г.
В боях Великой Отечественной войны с февраля 1943 г.
Наводчик миномета минометной роты 140-го гвардии стрелкового полка (47-я гвардейская стрелковая дивизия, 8-я гвардейская армия, 1-й Белорусский фронт) гвардии сержант Криницин, находясь в составе 39-й мотострелковой дивизии, 29.3.1943 г. при окружении таганрогской группировки противника огнём из миномета подавил 3 пулемета, накрыл свыше 10 гитлеровцев.
В бою за с. Николаевка Днепропетровской области, действуя в составе минометного расчета 39-й мотострелковой дивизии, 25.10.1943 г. уничтожил расчет миномета в количестве 6 солдат. В этом же бою Криницин был ранен.
8.10.1944 г. в составе минометного расчета 140-го гвардии стрелкового полка 47-й гвардии стрелковая дивизия гвардии сержант Криницин в районе населенного пункта Михайловка (30 км северо-западнее г. Демблин, Польша) из миномета подавил 3 огневые точки. Был вторично ранен.
31.10.1944 г. награждён орденом Славы 3 степени.
Гвардии старший сержант Криницин под г. Горгаст (Германия) 31.01.1945 г. минометным огнём вывел из строя 4 огневые точки и свыше 10 гитлеровцев. При отражении контратаки первым открыл огонь и рассеял до взвода вражеской пехоты.
31.3.1945 г. награждён орденом Славы 2 степени.
При прорыве обороны противника в районе Зеловских высот (Германия) 16.4.1945 г. подавил 3 пулемета и орудие. В уличных боях в Берлине расчетом подавлено около 10 огневых точек и поражено до взвода гитлеровцев.
15.5.1946 г. награждён орденом Славы 1 степени.
В 1947 г. старшина Криницин демобилизован. Жил в пгт. Вохма Костромской области.
Награждён орденом Отечественной войны 1 степени, Красной Звезды, медалями.
Умер 3 мая 1989 года.